# گل جان
گل جان (نام علمی: Erigeron breviscapinus) نام یک گونه از سرده پیر بهار است.